# 스티븐내쉬티티
스티븐내쉬티티(Callicebus stephennashi)는 신세계원숭이 속하는 티티원숭이의 일종이다. 내쉬티티원숭이 또는 스티븐내쉬원숭이로도 불린다. 브라질의 푸루스강 동쪽 강가에서 발견된다.
2001년에 마크 반 루스말렌이 발견했으며, 현지의 어부가 이 종을 그의 번식 센터에 가져온 것이 계기가 되었다. 2002년에 종으로 기록되었다. 이 이름은 루스말렌의 연구를 후원하는 기구인 국제보호협회의 삽화가인 스티븐 내쉬를 기리기 위해 지었다. 이 원숭이는 넓게는 은색이고, 검은색 앞머리와 붉은 구레나룻과 가슴을 지니고 있으며, 하체의 팔다리 또한 붉은 색이다. 몸 전체 길이는 71 cm이나 꼬리를 제외하면 43 cm 정도된다.